# Sclerochiton boivinii
Sclerochiton boivinii är en akantusväxtart som först beskrevs av Henri Ernest Baillon, och fick sitt nu gällande namn av C. B. Cl.. Sclerochiton boivinii ingår i släktet Sclerochiton och familjen akantusväxter. Inga underarter finns listade i Catalogue of Life.